# エフタ
エフタ（英語: Jephthah 、Jephtha 、Jephte 、ヘブライ語: יפתח (Yiftach)、古代ギリシア語: Ιεφθάε、「（神は）開いてくださった、（神は）開いてくださるように」の意 ）は、旧約聖書の登場人物。イスラエルの士師。マナセ族（民数記 26:29、士師記 11:1）。エフタに関わる物語は『士師記』10章から12章に描かれている。

## 出生
エフタの母は遊女であった。しかし、彼は相続財産に与れないよう異母兄弟たちに追い出されたことから、さらに後にイスラエルの指導者となったことから、彼は庶出の子ではないと考えられる（士師記 11:1、2）。庶出の子はヤーウェの会衆に入れなかったからである（申命記 23:3）。恐らく、彼の母はギレアドの第二夫人となる以前、遊女であった。
エフタが異母兄弟から相続財産を得られないよう追い出されたのは、彼が長子であったことを示唆している。イスラエルでは第二夫人の子であっても、長子の権として相続財産を二倍与えられる権利があった（申命記 21:15-17）。彼の相続分はモーセの律法により保護されていたので、彼が相続分に与れないようにするには家を追い出すことしか方法がなかったのだと考えられる。
エフタの異母兄弟たちは長老の中でも著名な人物であったと考えられる（士師記 11:7）。

## 歴史

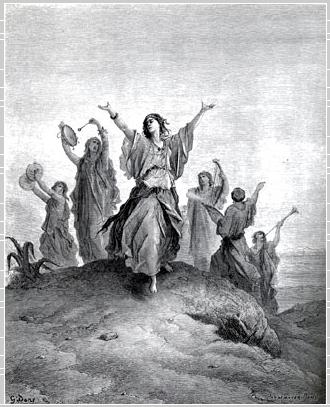
エフタを出迎える娘。ギュスターヴ・ドレ画。1865年。

聖書によれば、イスラエル人は神に背いて偽りの神々を崇拝し、神はアンモン人に十八年間虐げられることになった。イエスラル人は偶像を除き去って神に憐れみを請い願った。時に異母兄弟たちから追い出されたエフタは、ギレアドのトブの地に定住していた。彼はそこでアンモン人の隷属の身になることを拒否した人々の指導者となっていた。そして、アンモン人はミツパに陣営を張り、イスラエルに対して戦闘を開始すると、ギレアドの長老たち（異母兄弟たち）はエフタに指揮官になってくれるよう請願しに来た。エフタは戦闘後も彼らの頭となり続けるという条件の下に同意し、ミツパの地で契約をした。
エフタは始め、アンモンの王に音信を送り、なぜイスラエルを侵略するのか尋ねた。それに対して王は、イスラエル人がエジプトから上ってくる時にアンモン人の領土を奪ったので取り返しに来たと返答した。エフタは続けて音信を送り、アンモン人の主張を反駁した。
- イスラエル人はエジプトから上った時、アンモンの領土に手を出さなかった（士師記 11:14-18）。
- 問題の地は、当時アンモン人の領土ではなかった。それはアモリ人の領土であった（士師記 11:19-22）。
- ヤーウェ神の権威によってこの土地はイスラエル人に与えられた（士師記 11:23-24）。
- アンモン人は三百年間この件に関して異議を唱えたことはなかった（士師記 11:25-27）。

アンモンの王はこの反論を受け入れなかったので、エフタに神の霊が注がれ、戦闘が開始されることとなった。エフタは戦闘を開始する前に、神に一つの誓約をした。それは、もし神がアンモン人を打ち倒して下さるならば、自分の家に帰った時に、最初に戸口から迎えに来た者を、神に犠牲として捧げるというものであった。一部の聖書学者や批評家はこれを人身供犠であると見なしているが、これは神への奉仕のために差し出すことを表しているに過ぎないとする見解もある。ヤーウェはエフタの請願を聴き届けられ、エフタはアンモン人に勝利した。
エフタはミツパにある自分の家に帰ると、最初に出迎えたのは自分の一人娘であった。エフタには彼女以外に子がいなかったので、彼は衣を引き裂いて嘆いた。娘は神への誓約を果たすようエフタを促し、自分が処女であることを嘆くために二ヶ月間の猶予を申し出た。エフタはそれを承諾し、彼女は友人と山で、自分の子孫を残すことができないことを泣き悲しんだ。その後、その娘はヤーウェ神に捧げられ、イスラエルの娘たちは年に四日間、エフタの娘のために嘆きの歌をうたうことがしきたりとなった。士師記11章40節は、『欽定訳』、『口語訳』、『新共同訳』、『新改訳』などは「嘆く」と訳されているが、『欽定訳』の欄外には「talk with（一緒に話す）」という読み方も示されている。
その後、エフライム族の人々はなぜ戦いに自分たちを呼ばなかったのかとエフタに激しく抗議した。エフタは神がアンモンの手から救って下さったことを強調し反論するも、エフライム人はエフタを中傷したので内戦が勃発した。エフライム人は敗走したが、ヨルダン川で待ち構えていたエフタの軍は、エフライム人が「シイボレト」（「穀物の穂」または「水流」の意）という言葉を正しく発音できない方言を利用して、逃亡者を見分けた。こうして、エフライム人の四万二千人が殺害された。エフタはその後も、六年間イスラエルを裁き、死後ギレアドの町に葬られた。

## その他の記述
- サムエル記上12章11節では、エフタは神が遣わした救出者として挙げられている。
- ヘブライ人への手紙11章32節では、信仰の模範者の一人として挙げられている。